# Jan Knížek
Jan Knížek (8. července 1901 Vršovice – 29. prosince 1965) byl český fotbalista, útočník, reprezentant Československa.

## Sportovní kariéra
Za československou reprezentaci odehrál v roce 1926 dvě utkání, gól v nich nedal. V lize odehrál 90 zápasů a dal 26 gólů. Hrál za Bohemians.

## Ligová bilance
| Ročník                                       | Zápasy | Góly | Klub         |
| -------------------------------------------- | ------ | ---- | ------------ |
| 1. asociační liga 1925                       | 9      | 2    | AFK Vršovice |
| Středočeská 1. liga 1925/26                  | 19     | 5    | AFK Vršovice |
| Kvalifikační soutěž Středočeské 1. ligy 1927 | 7      | 3    | AFK Vršovice |
| Středočeská 1. liga 1927/28                  | 10     | 2    | Bohemians    |
| Středočeská 1. liga 1928/29                  | 11     | 5    | Bohemians    |
| 1. asociační liga 1929/30                    | 14     | 4    | Bohemians    |
| 1. asociační liga 1930/31                    | 14     | 4    | Bohemians    |
| 1. asociační liga 1931/32                    | 6      | 1    | Bohemians    |
| CELKEM                                       | 90     | 26   |              |